# Вултурень (комуна, Клуж)
Вултурень, Вултурені (рум. Vultureni) — комуна у повіті Клуж в Румунії. До складу комуни входять такі села (дані про населення за 2002 рік):
- Бебуціу (201 особа)
- Бедешть (139 осіб)
- Вултурень (399 осіб)
- Кідя (163 особи)
- Феурень (266 осіб)
- Шоймень (400 осіб)

Комуна розташована на відстані 342 км на північний захід від Бухареста, 20 км на північ від Клуж-Напоки.

## Населення
За даними перепису населення 2002 року у комуні проживали 1568 осіб.
Національний склад населення комуни:
| Національність   | Кількість осіб | Відсоток |
| ---------------- | -------------- | -------- |
| румуни           | 1328           | 84,7%    |
| угорці           | 184            | 11,7%    |
| цигани           | 55             | 3,5%     |
| росіяни-липовани | 1              | 0,1%     |

Рідною мовою назвали:
| Мова      | Кількість осіб | Відсоток |
| --------- | -------------- | -------- |
| румунська | 1375           | 87,7%    |
| угорська  | 184            | 11,7%    |
| циганська | 9              | 0,6%     |

Склад населення комуни за віросповіданням:
| Релігія            | Кількість осіб | Відсоток |
| ------------------ | -------------- | -------- |
| православні        | 1271           | 81,1%    |
| реформати          | 146            | 9,3%     |
| п'ятдесятники      | 62             | 4,0%     |
| греко-католики     | 35             | 2,2%     |
| баптисти           | 17             | 1,1%     |
| римо-католики      | 13             | 0,8%     |
| бретрени           | 10             | 0,6%     |
| унітарії           | 9              | 0,6%     |
| не вказали релігію | 1              | 0,1%     |

## Зовнішні посилання
- Дані про комуну Вултурень на сайті Ghidul Primăriilor [Архівовано 18 квітня 2011 у Wayback Machine.]